# Vida de perro
Vida de perro (A Dog's Life) es un cortometraje mudo de 1918 con dirección y actuación de Charles Chaplin. Fue la primera película que realizó para la First National.
El hermano de Charles, Syd Chaplin, aparece con un papel. Fue la primera vez que trabajaron juntos en el cine.
Otras películas de Chaplin donde aparecen perros en el reparto son The Champion, La quimera del oro y Luces de la ciudad.

## Argumento
Charlot es un vagabundo que roba comida para sobrevivir. Más tarde intenta conseguir trabajo, pero fracasa, ya que le quitan su posición en la fila (había entrado primero).
Luego encuentra a «Scraps», un perro que está siendo perseguido por otros. Charlot decide intervenir en la pelea rescatándolo.
Una de las escenas más conocidas del film ocurre cuando decide entrar a un bar y, como el perro no puede entrar, se lo mete en los pantalones. La gente se queda mirando a Charlot porque parece que tiene cola. Allí, el vagabundo se enamora de una cantante (Edna Purviance).
Al mismo tiempo, unos ladrones roban la billetera de un millonario borracho que "Scraps" (el verdadero héroe de esta película) desentierra posibilitando a Charlot y a su amada un radical cambio de vida.

## Reparto
- Charles Chaplin: El vagabundo

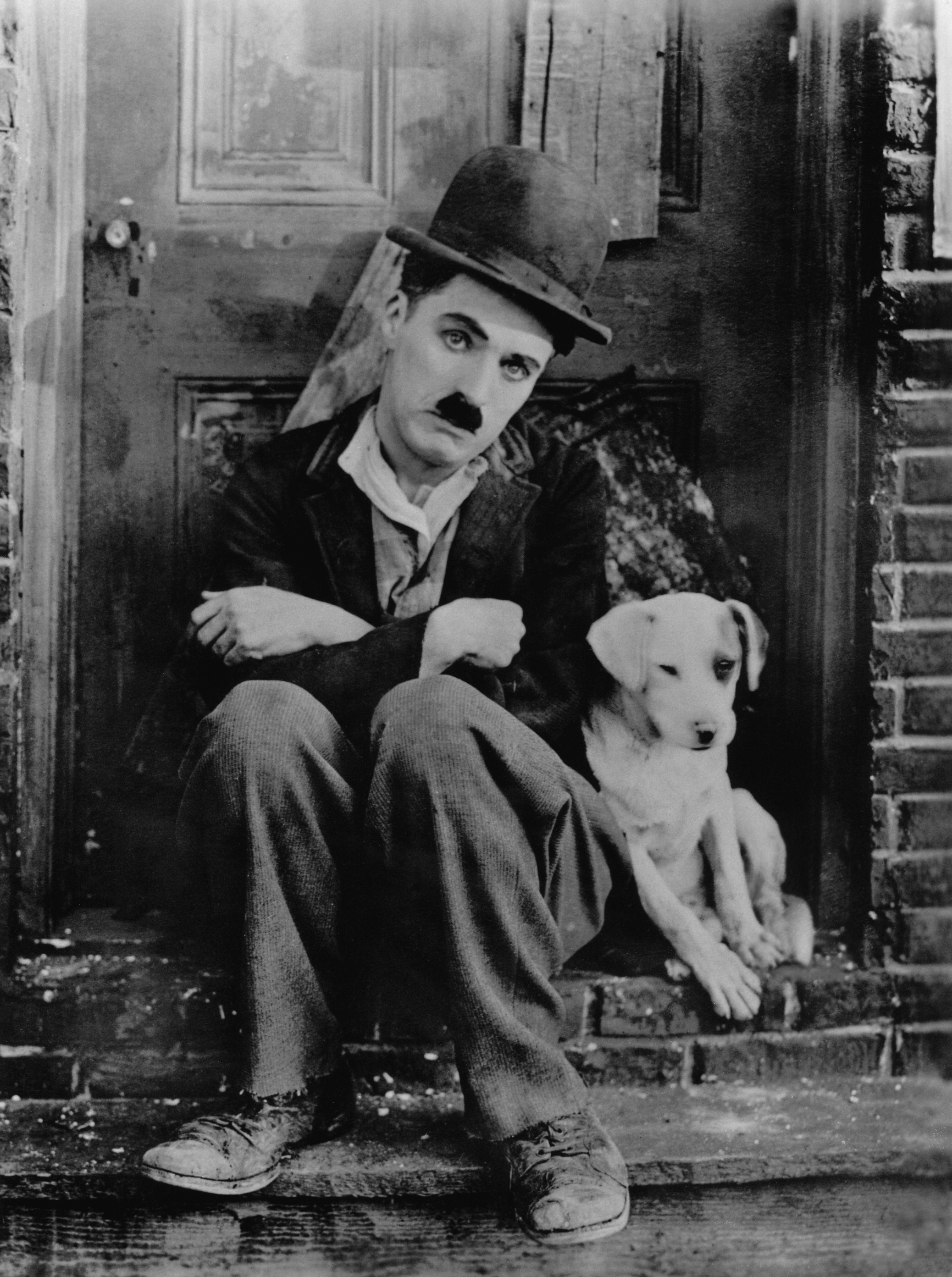
Foto publicitaria de la película.

- Edna Purviance: La cantante del bar
- "Mut" - "Scraps" ("Piltrafas"), perro mestizo
- Syd Chaplin: Dueño del puesto callejero
- Minnie Chaplin: Cantante dramática del bar
- Bud Jamison: Ladrón
- Albert Austin (1881 o 1885 - 1953): Oficinista de la agencia de empleo / Ladrón
- Tom Wilson (1880 - 1965): Policía
- Charles Reisner: Oficinista de la agencia de empleo
- Desempleados:
  - Bert Appling (1871 - 1960)
  - Mel Brown
  - Slim Cole
  - Ted Edwards (1884 - 1945)
  - Louis Fitzroy (1870 - 1947)
  - Charles Force (1876 - 1947)
  - M.J. McCarthy
  - Thomas Riley
- Dave Anderson (David Carl Gustav Anderson: 1880 – 1950): Camarero
- Alf Reeves: Un cliente del bar
- James T. Kelly (1854 - 1933): El hombre del puesto de perritos calientes
- N. Tahbel: El hombre de los tamales
- J.F. Parker: Un músico
- L.S. McVey: Una música
- Granville Redmond (1871 - 1935): Dueño de la sala de baile
- Henry Bergman: Desempleado gordo / Una mujer del baile
- Otras mujeres del baile:
  - Dorothy Cleveland
  - Margaret Cullington (1885 - 1925)
  - Margaret Dracup
  - Ella Eckhardt
  - Minnie Eckhardt
  - Fay Holderness (Fay MacMurray: 1881 - 1963)
  - Jean Johnson
  - Lillian Morgan
  - Florence Parellee
  - Mrs. Rigoletti
  - Sarah Rosenberg (1874 - 1964)
  - Lottie Smithson
  - Janet Miller Sully
  - Grace Wilson (1893 - 1981)
- Hombres del baile:
  - A.D. Blake (1887 - 1966)
  - Jack Duffy (1882 - 1939)
  - Billy Dul
  - Richard Dunbar
  - Jerry Ferragoma
  - J.L. Fraube
  - Jim Habif
  - Oliver Hall
  - J. Parks Jones (James Parks Jones: 1890 - 1950)
  - John Lord (ca. 1859 - 1931)
  - James McCormick
  - Edward Miller
  - J. Miller
  - Jim O'Niall
  - Brand O'Ree
  - Bruce Randall (1888 - 1968)
  - H.C. Simmons
  - Fred Starr (1878 - 1921)
  - Loyal Underwood (1893 - 1966)
  - Bob Wagner
  - Rob Wagner (1872 - 1942)[1]
  - William White (William A. Rattenberry: ca. 1857 - 1933)